# Carl Brent Swisher
Carl Brent Swisher (* 28. April 1897 in Weston, West Virginia; † 16. Juni 1968 in Baltimore, Maryland) war ein US-amerikanischer Rechts- und Politikwissenschaftler, der 1959/60 als Präsident der American Political Science Association (APSA) amtierte. Zu diesem Zeitpunkt war er Professor an der Johns Hopkins University.
Swisher machte das Bachelor-Examen 1926 und das Master-Examen 1927 am Pomona College in Claremont, Kalifornien und wurde 1929 an der Robert Brookings Graduate School of Economics and Government, Brookings Institution in Washington D.C. zum Ph.D. promoviert. Von 1930 bis 1935 war er Instructor in government an der Columbia University und danach für zwei Jahre Special assistant des United States Attorney General. 1937/38 war er Associate Professor der Politikwissenschaft und ab 1938 (bis 1968) Full Professor an der Johns Hopkins University in Baltimore. Die Tätigkeit in Baltimore unterbrach Swisher 1947 als Commonwealth lecturer am University College London und 1957 als Gastdozent für American Studies am Salzburg Seminar.

## Schriften (Auswahl)
- The Supreme Court in modern role. New York University Press, New York 1958.
- Historic decisions of the Supreme Court. Van Nostrand, Princeton 1958.
- American constitutional development. Houghton Mifflin Company, Boston/New York 1943.
- Roger B. Taney. Macmillan, New York 1935.
- Stephen J. Field, craftsman of the law. The Brookings institution, Washington D.C. 1930.